# Ветерінг (Нідерланди)
Ветерінг (нід. Wetering) — селище в нідерландській провінції Оверейсел. Входить до муніципалітету Стенвейкерланд.
Його площа становить 6,82 км², а населення станом на 2021 рік складало 185 осіб.
Перша згадка про населений пункт датується 1899 роком.